# Chaetocladius conjugens
Chaetocladius conjugens är en tvåvingeart som beskrevs av Lars Zakarias Brundin 1947. Chaetocladius conjugens ingår i släktet Chaetocladius och familjen fjädermyggor. Inga underarter finns listade i Catalogue of Life.